# شهرستان گاردن (نبراسکا)
شهرستان گاردن، نبراسکا (به انگلیسی: Garden County, Nebraska) یک سکونتگاه مسکونی در ایالات متحده آمریکا است که در نبراسکا واقع شده‌است.

## خصوصیات
شهرستان گاردن ۴٬۴۸۳٫۲۹ کیلومترمربع مساحت دارد.